# Kościół św. Kazimierza w Leplu
Kościół św. Kazimierza w Leplu – kościół parafialny w Leplu na Białorusi.

## Historia
Świątynię wybudowano w latach 1857–1876 w stylu późnego klasycyzmu. Fundatorem kościoła był miejscowy szlachcic Malczewski.

5 kwietnia 1927 roku sowieci aresztowali proboszcza ks. Pawła Karpowicza, a w 1935 roku zamknęli kościół. Budynek był początkowo opuszczony, a w latach 70. i 80. XX wieku służył jako garaż i podstacja transformatorowa. Świątynia została zwrócona wiernym i otwarta w latach 90. XX wieku. Od 1993 roku odbywają się w niej regularne nabożeństwa, a w 1995 roku została ponownie poświęcona przez kardynała Kazimierza Świątka. Kościół został wyremontowany.

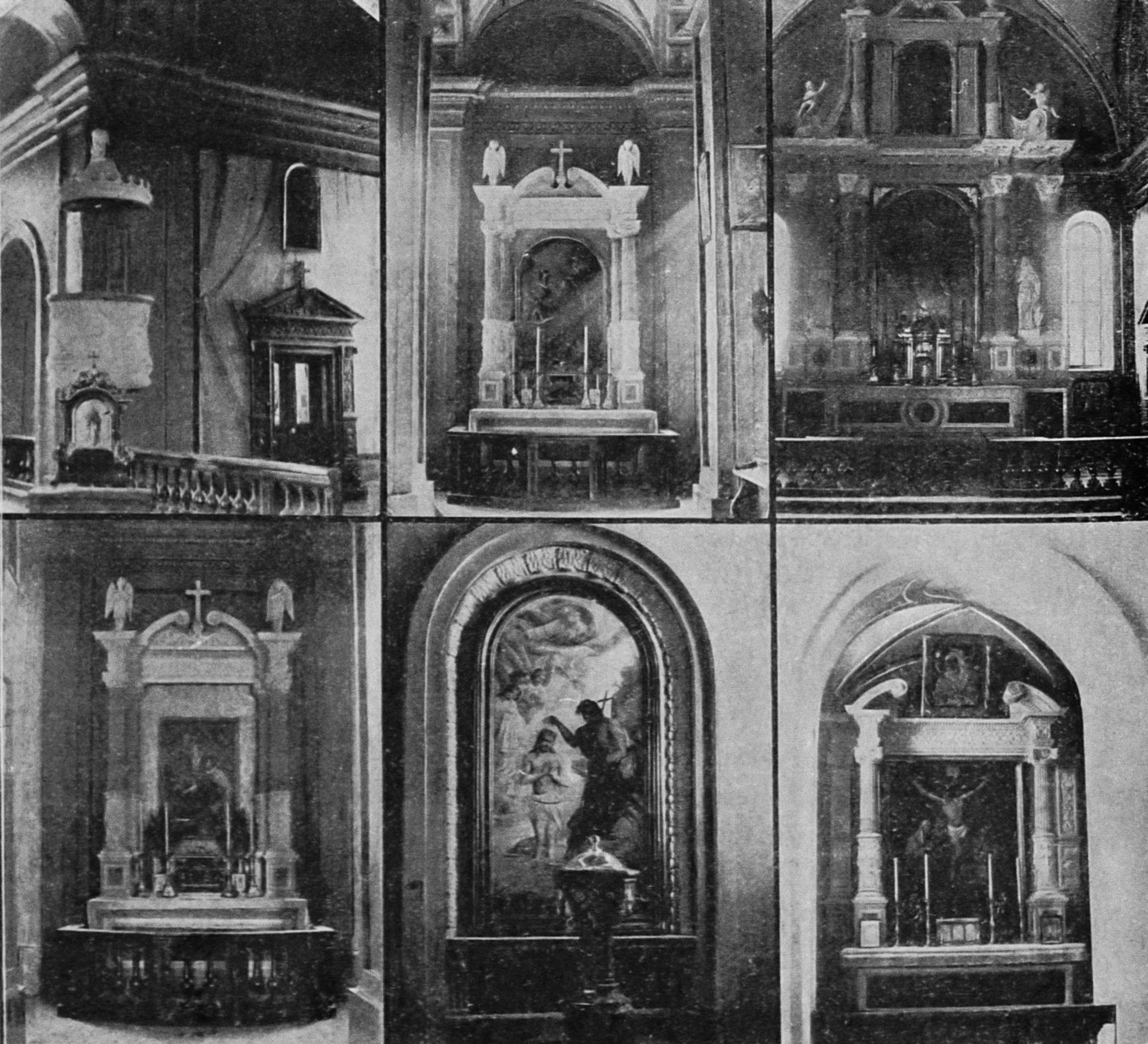
Wnętrze kościoła na pocz. XX w.